# Luiz Piauhylino
Luiz Piauhylino de Melo Monteiro (Recife, 10 de agosto de 1947) é um advogado e político brasileiro, que foi deputado federal por 4 mandatos, além de ter sido senador por 5 meses entre 1988 e 1989.

## Biografia
Filho de José Piauhylino de Melo Monteiro e Maria José Ferreira Monteiro, formou-se em Direito na Universidade Federal de Pernambuco em 1980. Sua primeira eleição foi em 1986, quando foi eleito suplente de Mansueto de Lavor pelo PMDB. Entre outubro de 1988 e fevereiro de 1989, exerceu interinamente o mandato.
Em 1990, agora no PSB, elege-se deputado federal, favorecido pela expressiva votação do ex-governador Miguel Arraes - além de Piauhylino, outros 3 candidatos foram eleitos pela sigla (Sérgio Guerra, Álvaro Ribeiro e Roberto Franca). Em 1992, votou a favor do impeachment do presidente Fernando Collor de Mello, sendo reeleito em 1994 com a nona maior votação (54.412 votos), principalmente nas regiões do Agreste e do Sertão. No ano seguinte, deixa o PSB e filia-se ao PSDB, pelo qual se reelege com 40.380 votos, sendo o único deputado federal eleito pelo partido em Pernambuco. Um ano antes, votou a favor da emenda constitucional da reeleição para os cargos no Executivo (prefeitos, governadores e Presidente da República).
Reeleito para seu quarto mandato seguido na Câmara dos Deputados em 2002 (86.928 votos), Luiz Piauhylino foi também escolhido como 2º vice-presidente da Casa e presidente da Comissão de Sindicância que investigaria o deputado Pinheiro Landim, acusado de ligações com o tráfico de drogas e que renunciaria ao cargo em fevereiro de 2003. Em junho, vai para o PTB, sendo nomeado no ano seguinte relator do processo de cassação de Rogério Silva (PPS-MT), acusado de compra de votos na eleição estadual. Ainda em 2004, filia-se ao PDT.
Seu nome foi citado no Escândalo dos sanguessugas, juntamente com outros 3 parlamentares (Ciro Nogueira, Ricardo Izar e José Múcio Monteiro), mas não figurou na lista de acusados de participação d
no esquema. Porém, desistiu de concorrer à reeleição e deixou a Câmara ao final da legislatura, passando a exercer a advocacia.
Em 2010, recebeu a medalha da Ordem do Mérito Judiciário Militar, além de ter sido conselheiro da Ordem dos Advogados do Brasil em Pernambuco.